# Vallada
Vallada è un comune spagnolo di 3 111 abitanti situato nella comunità autonoma Valenciana.